# Callilitha boharti
Callilitha boharti là một loài bướm đêm trong họ Crambidae.